# Municipio de Union (condado de Warren, Iowa)
El municipio de Union (en inglés: Union Township) es un municipio ubicado en el condado de Warren en el estado estadounidense de Iowa. En el año 2010 tenía una población de 496 habitantes y una densidad poblacional de 6,73 personas por km².

## Geografía
El municipio de Union se encuentra ubicado en las coordenadas 41°22′48″N 93°22′1″O / 41.38000, -93.36694. Según la Oficina del Censo de los Estados Unidos, el municipio tiene una superficie total de 73.67 km², de la cual 73,23 km² corresponden a tierra firme y (0,59 %) 0,44 km² es agua.

## Demografía
Según el censo de 2010, había 496 personas residiendo en el municipio de Union. La densidad de población era de 6,73 hab./km². De los 496 habitantes, el municipio de Union estaba compuesto por el 96,98 % blancos, el 0,4 % eran afroamericanos, el 0,2 % eran amerindios, el 1,61 % eran de otras razas y el 0,81 % eran de una mezcla de razas. Del total de la población el 3,02 % eran hispanos o latinos de cualquier raza.